# Trönö och Långbro
Trönö och Långbro var 1990 en småort i Söderhamns kommun, Gävleborgs län. den omfattade bebyggelse vid och nordost om Trönö gamla kyrka i Långbro belägna öster om småorten Trönö i  Trönö socken. Efter 1990 har det inte existerat någon bebyggelseenhet med detta namn.
I Trönö finns en av landets bäst bevarade medeltida kyrkobyggnader, Trönö gamla kyrka med anor från slutet av 1100-talet.